# West End Girls (groupe)
Les West End Girls sont un groupe de musique composé de deux chanteuses suédoises, Isabelle Erkendal (sv) et Rosanna Jirebeck (qui quitte le groupe en 2008 et est remplacée par Emmeli Erkendal, cousine d'Isabelle Erkendal) et formé en 2006.

## Historique
Le nom du groupe est inspiré d'une chanson datant de 1985, West End Girls, du duo britannique les Pet Shop Boys.

## Discographie
- 2006 : Suburbia (une de leurs chansons a été reprise dans le jeu des Sims 2 animaux et cie).